# Сигер, Кайл
Кайл Дуэр Сигер (англ. Kyle Duerr Seager; 3 ноября 1987, Шарлотт, Северная Каролина) — американский бейсболист, игрок третьей базы. Выступал в Главной лиге бейсбола с 2011 по 2021 год. Всю карьеру провёл в составе клуба Сиэтл Маринерс. Обладатель «Золотой перчатки» лучшему третьему базовому по игре в защите в 2014 году. Участник Матча всех звёзд лиги 2014 года.

## Биография
Кайл Сигер родился в Шарлотте 3 ноября 1987 года. Старший из трёх сыновей Джоди и Джеффа Сигеров. Его брат Кори Сигер профессиональный бейсболист, известный по выступлениям за клуб «Лос-Анджелес Доджерс». Младший брат Джастин был задрафтован «Сиэтлом» в 2013 году и играл в фарм-системе клуба.
После окончания школы Кайл поступил в Университет Северной Каролины. В 2008 году установил рекорд университета по числу даблов за сезон. Летом того же года он играл за «Чатем Эйс» в бейсбольной лиге Кейп-Код.
В 2009 году Сигер начал выступления в фарм-клубе «Маринерс» «Клинтон Ламбер Кингс» в лиге A. В следующем сезоне его перевели в состав «Хай Дезерт Маверикс» в лигу выше уровнем. В 2010 году в чемпионате показатель отбивания Кайла составил 34,5 %. Перед стартом чемпионата 2011 года сайт Baseball America включил его в число десяти самых перспективных игроков «Сиэтла». Сезон он провёл в «Джексон Дженералс» и «Такома Рейнирс».
В июле 2011 года «Маринерс» включили его в расширенный состав команды. 19 августа Кайл дебютировал в МЛБ в выездной игре с «Тампой». До конца года он сыграл в 53-х матчах. В 2012 и 2013 годах в регулярном чемпионате он сыграл в 155-и и 160-и играх соответственно.
Двадцать третьего апреля 2014 года в игре с «Хьюстон Астрос» Сигер принёс своей команде пять очков, выбив двухочковый хоум-ран в седьмом иннинге и выбив трёхочковый уок-офф-хит в нижней части девятого иннинга. После этого он был признан лучшим игроком недели в Американской лиге, разделив приз с Хосе Абреу. Второго июня в игре с «Нью-Йорк Янкис» в четырёх выходах на биту он выбил дабл, два трипла и трёхочковый хоум-ран. 15 июня Кайл сыграл пятую для себя игру с четырьмя хитами, сделав два дабла и два сингла. Седьмого июля он получил приглашение на Матч всех звёзд лиги, заменив в составе травмированного Эдвина Энкарнасьона. Всего в 2014 году Сигер провёл 159 игр, в которых выбил 25 хоум-ранов, 96 RBI, а показатель отбивания составил 26,8 %. В ноябре он получил награду «Золотая перчатка» лучшему игроку третьей базы Американской лиги по игре в защите.
Второго декабря 2014 года Сигер подписал новый контракт с «Маринерс» — срок действия нового соглашения составил семь лет, сумма договора 100 млн долларов.
В сокращённом из-за пандемии COVID-19 сезоне 2020 года Сигер сыграл во всех 60 матчах, отбивая с эффективностью 24,1 %. 
В ноябре 2021 года «Маринерс» решили не использовать возможность продления контракта с игроком на следующий сезон и Сигер получил статус свободного агента. Тридцатого декабря он объявил о завершении карьеры. За одиннадцать лет в Главной лиге бейсбола он сыграл 1 480 матчей, выбил 1 395 хитов и 242 хоум-рана, набрал 807 RBI. По всем этим показателям на конец 2021 года Сигер занимал четвёртое место в истории клуба.